# Lepturges regularis
Lepturges regularis är en skalbaggsart som först beskrevs av Leconte 1852.  Lepturges regularis ingår i släktet Lepturges och familjen långhorningar. Inga underarter finns listade i Catalogue of Life.